# Buckland, Buckinghamshire
Buckland är en ort och civil parish i Storbritannien.   Den ligger i kommunen Buckinghamshire och riksdelen England, i den södra delen av landet, 50 km nordväst om huvudstaden London. Buckland ligger 159 meter över havet och antalet invånare är 713.
Terrängen runt Buckland är platt. Runt Buckland är det tätbefolkat, med 459 invånare per kvadratkilometer. Närmaste större samhälle är Hemel Hempstead, 19,6 km öster om Buckland. Trakten runt Buckland består till största delen av jordbruksmark.